# 12008 Kandrup
12008 Kandrup eller 1996 TY9 är en asteroid i huvudbältet som upptäcktes 11 oktober 1996 av den amerikanske astronomen Timothy B. Spahr vid Catalina Station. Den är uppkallad efter den amerikanske astrofysikern Henry Kandrup.